# Všeobecné volby ve Spojeném království 2010
Ve všeobecných volbách ve Spojeném království v roce 2010 se rozhodovalo o pozicích 650 poslanců Dolní sněmovny parlamentu Spojeného království relativně většinovým volebním systémem. Volby se konaly 6. května 2010, více než pět let od voleb předchozích. Volební místnosti byly otevřeny mezi sedmou hodinou ranní a desátou večerní a někde zároveň sloužily pro současně probíhající volby do místních samospráv.

## Pozadí
Vítězem voleb se stala Konzervativní strana vedená Davidem Cameronem s 302 křesly, druhá skončila doposud vládnoucí Labouristická strana vedená Gordonem Brownem s 256 křesly a třetí místo zaujali Liberální demokraté Nicka Clegga s 56 křesly. Další strany už získaly výrazně méně a většinou se jednalo o regionální strany svázané s nějakou z částí Spojeného království. Například severoirská Demokratická unionistická strana získala 8 křesel, Skotská národní strana získala 6 křesel, severoirská Sinn Féin pět křesel a velšská Plaid Cymru 3 křesla. Historicky první křeslo se podařilo získat Zelené straně Anglie a Walesu, která již dříve získala křesla ve volbách do Evropského parlamentu v roce 2009. Naopak Britská národní strana Nicka Griffina, která také ve volbách do Evropského parlamentu v roce 2009 uspěla, ve všeobecných volbách nezískala jediné křeslo.
Volby dopadly přibližně tak, jak předpovídaly předvolební průzkumy, a došlo k tomu, že ani jedna strana nezískala sama o sobě prostou většinu, což je v britském systému situace neobvyklá (naposledy k ní došlo po volbách v roce 1974). Na potřebných 326 křesel nedosáhla ani předběžně uvažovaná koalice labouristů s liberálními demokraty.
V rámci povolebních jednání se podařilo 11. května 2010 dohodnout koalici konzervativců s liberálními demokraty, kteří tím získali pozice ve vládě, a David Cameron se stal premiérem. Jedná se o první koaliční vládu ve Velké Británii od ukončení druhé světové války v roce 1945, kterou tehdy vedl Winston Churchill. Koaliční vláda za druhé světové války však nebyla produktem výsledků voleb, což je rozdíl oproti volbám roku 2010. Ve stejný den, tedy 11. května, odstoupil z pozice lídra své strany Gordon Brown a úřadující vůdkyní Labouristické strany (nyní v opozici) se stala jeho zástupkyně Harriet Harmanová.

## Výsledky voleb
| 306           | 57      | 258        | 29 |
| Konzervativci | Lib Dem | Labouristé | O  |

| Strana  | Strana                    | Lídr             | Mandáty | Mandáty | Mandáty | Hlasy      | Hlasy |
| Strana  | Strana                    | Lídr             | Počet   | v %     | +/-     | Počet      | v %   |
| ------- | ------------------------- | ---------------- | ------- | ------- | ------- | ---------- | ----- |
|         | Konzervativní strana      | David Cameron    | 306     | 47,1%   | ▲ 97    | 10 703 754 | 36,1% |
|         | Labouristická strana      | Gordon Brown     | 258     | 39,7%   | ▼ 96    | 8 609 527  | 29,0% |
|         | Liberální demokraté       | Nick Clegg       | 57      | 8,8%    | ▼ 5     | 6 836 824  | 23,0% |
|         | UKIP                      | Lord Pearson     | 0       |         | ▬ 0     | 919 546    | 3,1%  |
|         | BNP                       | Nick Griffin     | 0       |         | ▬ 0     | 564 331    | 1,9%  |
|         | SNP                       | Alex Salmond     | 6       | 0,9%    | ▬ 0     | 491 386    | 1,7%  |
|         | Zelení                    | Caroline Lucas   | 1       | 0,2%    | ▲ 1     | 265 247    | 0,9%  |
|         | Sinn Féin                 | Gerry Adams      | 5       | 0,8%    | ▬ 0     | 171 942    | 0,6%  |
|         | DUP                       | Peter Robinson   | 8       | 1,2%    | ▼ 1     | 168 216    | 0,6%  |
|         | Plaid Cymru               | Ieuan Wyn Jones  | 3       | 0,5%    | ▬ 0     | 165 394    | 0,6%  |
|         | SDLP                      | Margaret Ritchie | 3       | 0,5%    | ▬ 0     | 110 917    | 0,4%  |
|         | Konzervativci a unionisté | Reg Empey        | 0       |         | ▼ 1     | 102 361    | 0,3%  |
|         | nezávislí                 | -                | 2       | 0,3%    | ▬ 0     | 83 387     | 0,3%  |
|         | Angličtí demokraté        | Robin Tilbrook   | 0       |         | ▬ 0     | 64 826     | 0,2%  |
|         | Aliance                   | David Ford       | 1       | 0,2%    | ▲ 1     | 42 762     | 0,1%  |
|         | Respect                   | Salma Jaqoob     | 0       |         | ▼ 1     | 33 251     | 0,1%  |
| ostatní | ostatní                   |                  | 0       |         |         | 194 983    | 0,7%  |
| celkem  | celkem                    |                  | 650     | 100%    | ▲ 4     | 29 687 604 | 100%  |

| \| Hlasy \| Hlasy \| Hlasy \| Hlasy \| Hlasy \| \| ------------- \| ------------- \| ----- \| ------ \| ------ \| \| \| \| \| \| \| \| Konzervativci \| Konzervativci \| \| 36,1 % \| 36,1 % \| \| Labouristé \| Labouristé \| \| 29,0 % \| 29,0 % \| \| Lib Dem \| Lib Dem \| \| 23,0 % \| 23,0 % \| \| UKIP \| UKIP \| \| 3,1 % \| 3,1 % \| \| BNP \| BNP \| \| 1,9 % \| 1,9 % \| \| SNP \| SNP \| \| 1,7 % \| 1,7 % \| \| ostatní \| ostatní \| \| 5,2 % \| 5,2 % \| |               |  |        |        |
| Hlasy |               |  |        |        |
| |               |  |        |        |
| Konzervativci | Konzervativci |  | 36,1 % | 36,1 % |
| Labouristé | Labouristé    |  | 29,0 % | 29,0 % |
| Lib Dem | Lib Dem       |  | 23,0 % | 23,0 % |
| UKIP | UKIP          |  | 3,1 %  | 3,1 %  |
| BNP | BNP           |  | 1,9 %  | 1,9 %  |
| SNP | SNP           |  | 1,7 %  | 1,7 %  |
| ostatní | ostatní       |  | 5,2 %  | 5,2 %  |

| \| Mandáty \| Mandáty \| Mandáty \| Mandáty \| Mandáty \| \| ------------- \| ------------- \| ------- \| ------- \| ------- \| \| \| \| \| \| \| \| Konzervativci \| Konzervativci \| \| 47,1 % \| 47,1 % \| \| Labouristé \| Labouristé \| \| 39,7 % \| 39,7 % \| \| Lib Dem \| Lib Dem \| \| 8,8 % \| 8,8 % \| \| DUP \| DUP \| \| 1,2 % \| 1,2 % \| \| SNP \| SNP \| \| 0,9 % \| 0,9 % \| \| Sinn Féin \| Sinn Féin \| \| 0,8 % \| 0,8 % \| \| ostatní \| ostatní \| \| 1,5 % \| 1,5 % \| |               |  |        |        |
| Mandáty |               |  |        |        |
| |               |  |        |        |
| Konzervativci | Konzervativci |  | 47,1 % | 47,1 % |
| Labouristé | Labouristé    |  | 39,7 % | 39,7 % |
| Lib Dem | Lib Dem       |  | 8,8 %  | 8,8 %  |
| DUP | DUP           |  | 1,2 %  | 1,2 %  |
| SNP | SNP           |  | 0,9 %  | 0,9 %  |
| Sinn Féin | Sinn Féin     |  | 0,8 %  | 0,8 %  |
| ostatní | ostatní       |  | 1,5 %  | 1,5 %  |